# Alfoz de Quintanadueñas
Alfoz de Quintanadueñas è un comune spagnolo di 2 179 abitanti situato nella comunità autonoma di Castiglia e León.

## Località
Quintanadueñas è il capoluogo del comune, che ha quattro frazioni: Arroyal, Marmellar de Arriba, Paramo Arroyo e Villarmero.

## Posizione
Situato a nord-ovest di Burgos e di un miglio (6 km) di questa città si affaccia sulla riva destra Ubierna e gode oggi di una espansione evidente.

## Società

### Evoluzione demografica
Questa città ha avuto una crescita senza precedenti della popolazione nella regione autonoma a cui appartiene per la sua vicinanza al capoluogo di provincia.
- 1970: 485 abitanti,  207 nella sola capitale.
- 1981: 471 abitanti
- 1991: 476 abitanti
- 1995: 516 abitanti
- 1999: 601 abitanti
- 2003: 1 077 abitanti
- 2006: 1 515 abitanti, 1146 nella sola capitale, Quintanadueñas.
- 2010: 1 787 abitanti

## Feste e Gastronomia
Si celebra la festa della Madonna del Rosario la prima domenica di ottobre.
La specialità del posto è l'agnello arrosto.